# Calamaria mecheli
Calamaria mecheli — вид змій родини полозових (Colubridae). Ендемік Індонезії.

## Поширення й екологія
Calamaria mecheli відомі за низкою зразків, зібраних у північній частині Суматри. Вони живуть у вологих рівнинних діптерокарпових лісах, на висоті до 400 м над рівнем моря. Ведуть напівриючий спосіб життя.